# Friderik Viljem, Veliki volilni knez
Friderik Viljem, grof marke Brandenburg, višji komornik in volilni knez Svetega rimskega cesarstva in vojvoda v Prusiji, * 16. februar 1620, Berlin, † 29. april 1688, Potsdam.
Vladal je od leta 1640. S svojo pragmatično in reformam naklonjeno politiko je dvignil v tridesetletni vojni popolnoma opustošeno in obubožano deželo v urejeno, gospodarsko in vojaško močno državo s suverenostjo nad vojvodino Prusijo. S tem je pripravi osnovo za kasnejše formiranje pruske države Hohenzollerjev. Dobil je vzdevek Veliki volilni knez.

## Mladost
Friderik Viljem je sin volilnega kneza Jurija Viljema. Rojen med tridesetletno vojno je osnove izobrazbe in stoično kalvinistično vzgojo dobil v varnem okolju utrjenega mesta Küstrin na sotočju Odre in Warte. Štirinajstletnega so poslali na Holandsko k stricu njegove  matere  Frideriku Henriku Oranskem, ki je bil upravitelj (nizozemsko stadhouder) Republike Nizozemske. Tam je 4 leta študiral na univerzi v Leidnu, na nizozemskem dvoru srečal vplivne ljudi in še utrdil svoje kalvinistično prepričanje. Očaralo ga je visoko razvito gospodarstvo in organiziranost države, spoznal je pomen trgovine in podjetništva,  kar je vse imelo odločujoč vpliv na njegovo kasnejše vladanje.

## Prevzem vladarskih dolžnosti
Leta 1640 je oče umrl. Dežela je bila od vojne opustošena. Uradno je bila od leta 1635 na strani habsburškega cesarja v vojni s Švedi. Bila je polna različnih vojaških skupin. Zahodne pokrajine so težile k odcepitvi in k povezavi z Nizozemsko. Neurejeno je bilo fevdno razmerje vojvodine Prusije, ki je bila edina neprizadeta od vojne, ker se je nahajala daleč na vzhodu. Državna blagajna je bila prazna, vojaki vznemirjeni. Vlado je vodil Avstrijcem naklonjeni grof  Schwarzenberg.
Mladi knez je najprej postavil odnose s sosedi na pravo mesto. Odstavil je grofa Schwarzenberga, se odlepil od avstrijske politike in postavil v ospredje interese svoje države. S Švedi je leta 1641 sklenil premirje. Od poljskega kralja je pridobil fevdno pravico do vojvodine Prusije. Pridobil je kontrolo nad vojsko. Zboljšanje odnosov z Nizozemsko je leta 1646 potrdil s poroko s hčerjo Friderika Henrika Oranskega. Poleg bogate dote je pripeljala s seboj holandske rokodelce, graditelje, gospodarstvenike in trgovce, ki so na področju Berlina in Potsdama ustanovili "holandsko kolonijo". Stekla je gradnja utrdb, mestnega gradu, ulic, kanalov.
Po določilih vestfalskega miru (1648) se je moral Friderik Viljem odpovedati v korist Švedov Zahodnemu Pomorjanskemu (zahodno od Odre) s Stettinom (danes Szczecin). Po dogovoru s Švedi je v zameno dobil škofije Halberstadt, Minden in Cammin in pričakovano pravico do nadškofije Magdeburg.
Leta 1653 je po trdih pogajanjih na zboru stanov prodrl z idejo enotne samostojne države in dobil pristanek za povečanje davkov za financiranje vojske. 41 % denarja naj bi prispevalo plemstvo in  59% mesta. V zameno je dal mestom ugodnosti pri trgovanju, plemstvu pa privilegije, v glavnem v breme kmetov (nevzdržne tlake). Z reformami sta se oblikovala oficirski in uradniški sloj, ki sta imela v bodoče pomembno vlogo pri centraliziranem vodenju države.

## Med drugo nordijsko vojno 1656-60
Leta 1656 je švedski kralj Karel X. Gustav bliskovito zavzel Poljsko in ob njej vojvodino Prusijo. Friderik Viljem je bil prisiljen pod zelo neugodnimi pogoji skleniti fevdno pogodbo s švedskim kraljem. A položaj Švedov na Poljskem se je kmalu poslabšal, ko so se Poljaki opomogli od presenečenja in se začeli boriti proti okupatorju. Švedski kralj je sedaj Frideriku Viljemu ponudil sodelovanje pri delitvi Poljske. Skupaj sta 28.-30. julija 1656 v pokolu pri Varšavi  premagala poljsko vojsko. To je bil prvi praktični preizkus nove Friderikove vojske. A kmalu so novo zvezo začeli napadati od zunaj Litvanci, Rusi in Nizozemci in Friderik Viljem je moral začeti misliti predvsem na obrambo. Švedski kralj je skušal obdržati Friderikovo zavezništvo in mu je fevdalni odnos v vojvodini Prusiji spremenil v popolno suverenost nad vojvodino in sosednjo škofijo Varmijo (Ermland). Ko pa so naslednje leto Švedsko napadli Danci in se je ta spet bliskovito odzvala in zavzela Dansko, in ko se je  avstrijski cesar spomnil na svoje pogodbene obveze do Poljske in priskočil Poljski na pomoč, se je tudi Friderik Viljem čutil spet varnejšega na drugi strani. Pobotal se je s Poljsko, novi avstrijski cesar Leopold I. pa je posredoval, da je tudi Poljska priznala brandenburško suverenost nad vojvodino Prusijo. V zameno je Friderik Viljem podprl Leopolda I. pri izvolitvi za cesarja. 
Skupaj z Dansko in Nizozemsko je brandenburško-cesarska vojska začela novo vojno proti Švedski in zavzela ozemlje do Stettina. Tedaj pa je spet prišlo do preobrata. S pirenejskim mirom se je končala vojna med Španijo in Francijo. Osvobojen pritiska z zahoda se je francoski prvi minister, kardinal Mazarin, odločil podpreti Švede in zahteval spoštovanje ozemeljske delitve iz vestfalskega mirovnega sporazuma. Močni sili nihče ni želel nasprotovati in z mirom v Olivi (1660) se je moral Friderik Viljem spet odpovedati  Zahodnemu Pomorjanskemu. Dokončno pa mu je bila mednarodno priznana suverenost nad vojvodino Prusijo in ugled močne vojaške sile.

## Obdobje miru 1660 - 1672
Friderik Viljem se je ponovno lotil urejanja uprave države in vojske (po potrebi do 20.000 mož), ki je zahtevala veliko denarja, pobranega z davki. Neprestano je bilo potrebno omejevati pravice in privilegije stanov v korist interesov države. To je bilo laže dosegati v osrednjih deželah, teže pa na mejnih področjih, kjer so njihovo samostojnost podpirale sosednje Nizozemska in Poljska. Friderik Viljem je imel suverenost v vojvodini Prusiji priznano na mednarodnem nivoju, niso pa se z njo strinjali pruski stanovi, ki jim je nova ureditev jemala mnoge prejšnje privilegije. Najteže je bilo v Königsbergu (danes Kaliningrad), kjer so stanovi prosili za pomoč Poljake in dvignili vstajo in je Friderik upor zadušil šele z osebnim nastopom in vojaško silo. Upornost poljskega plemstva je tlela še naprej in Friderik je leta 1672 še enkrat nastopil s silo in dal voditelja von Kalksteina kot veleizdajalca usmrtiti.
Na ozemlju blizu nizozemske meje so bile težave z dvojnimi lastništvi, ki jih je končno rešil z delitvijo ozemlja, tako da so v izključni lasti volilnega kneza ostala nepovezana ozemlja Cleve, Mark in Ravensberg. Z vojsko je moral zadušiti demonstracije v Magdeburgu. V splošnem pa je uspel spremembe uveljaviti z zmernimi metodami prisile.
Obsežna so bila prizadevanja k pospeševanju gospodarstva. Pospeševal je kolonizacijo v tridesetletni vojni opustelih predelov, tudi s priseljenci. Vabil je tuje obrtnike, pospeševal podjetništvo in razvoj industrije s koncesijami in fiskalnimi ugodnostmi, zlasti na področju brandenburške marke, obnavljal mesta, mostove, poti, zgradil kanal med rekami Odro, Spree, Havel in Labo, ki je močno pospešil notranjo trgovino, ustanovil brandenburško pošto (konkurenco cesarski). Njegove mladostne sanje o pomorski trgovini in mornarici pa so ostale le v povojih. 
Razvijal je osnovno šolstvo in gimnazije. Univerzam v Frankfurtu na Odri in Königsbergu je dodal univerzo v Duisburgu, ki pa ni obstala. V Berlinu je zbral znanstvenike, ustanovil kraljevo knjižnico in zgodovinarja Samuel von Pufendorfa zadolžil za svoj življenjepis, iz katerega je nastalo pomembno zgodovinsko delo 17. stoletja. Po tedanji modi se je posvečal umetnostim, kupoval umetnine, povečal glavno mesto in pri tem zaposlil številne umetnike. Zavzemal se je za versko toleranco, vendar jo je moral velikokrat uveljavljati s silo, družba za take stvari še ni bila zrela.

## Spopadi ob francoski meji
Odkar je Francija končala vojno s Španijo, se je njena pozornost obrnila k Nizozemski. Napetosti so se začele pojavljati tudi na francosko nemški meji, a do hujšega spopada ni prišlo do leta 1672, ko je Ludvik XIV. napadel Nizozemsko in pri tem kršil tudi nemško ozemlje (francosko-nizozemska vojna). Na to se je nemški cesar moral odzvati, a je poslal na mejo le majhno vojsko, medtem ko je Friderik Viljem dvignil 20.000 mož. Akcija je prisilila Francoze, da so del vojske z Nizozemskega prestavili v Porenje. A Leopoldu I. tedaj očitno ni bilo do vojskovanja. Do večjega spopada je prišlo šele leta 1674, ko je cesarsko-brandenburška vojska prekoračila Ren in vdrla v Alzacijo. A tudi tedaj interesi sodelujočih niso bili enotni in vojskovanje ni prineslo konkretnih dosežkov.

## Švedsko brandenburška vojna 1675-79
Januarja 1675 so Švedi, v koordinaciji s Francozi, vdrli s severa v nebranjeni (brandenburška vojska je bila v Porenju) Brandenburg in ga zavzeli. V juniju je v protiudaru brandenburška vojska pod osebnim vodstvom Friderika Viljema pri Fehrbellinu odločilno porazila Švede. Tedaj so v ljudskih pesmih začeli zanj uporabljati naziv Veliki knez. Do leta 1678 je zavzel vse švedsko Pomorjansko in pregnal Švede z nemškega ozemlja.
Že od leta 1676 so v Nijmegnu potekala pogajanja za končanje francosko-nizozemske vojne. Vse strani so želele čimprejšnji mir, le Friderik je zavlačeval, da bi prej na terenu dosegel stanje, ki si ga je želel. A mu ni pomagalo. Nihče si ni želel velike in močne brandenburške države in velike sile so sklenile in z mirom v Saint-Germainu v juniju 1679 potrdile, da morajo obveljati meje iz vestfalskega mirovnega sporazuma. Friderik Viljem se je moral že drugič umakniti iz Zahodnega Pomorjanskega in Stettina.

## Dvojni preobrat v zavezništvu
Njegovo razočaranje, zlasti nad nemškim cesarjem Leopoldom I., je bilo tolikšno, da je v oktobru 1679 stopil v alianso s Francijo, za katero se je zdelo, da bolje brani interese svojih zaveznikov. Šel je celo tako daleč, da je tajno ponudil podporo francoskemu kandidatu na naslednjih volitvah cesarja. A zveza je bila nenaravna. V dežele nemškega cesarstva je prinesla veliko medsebojnega nezaupanja, Ludviku XIV. pa je omogočila, da je svobodneje in nekaznovano uveljavljal svoje interese na mejnem območju. Franciji je brez vojne priključil nekatera cesarska in nemška ozemlja (reunije), med njimi mesto Strassburg.
Povezava s Francijo je postala nevzdržna, ko je Ludvik XIV.podlegel vplivu katoliške protireformacije in začel vse močneje preganjati hugenote. Tedaj je v Angliji zavladal  Jakob II. iz katoliške družine Stuartov in njuna povezava je obetala versko nestrpnost iz časov religioznih vojn. Friderik Viljem  je 1685 obnovil obrambno zvezo z nizozemskim upraviteljem Viljemom III. Oranskim. Ko je Ludvik XIV. kmalu nato izdal nantski edikt, je Friderik Viljem takoj odgovoril s potsdamskim ediktom, s katerim je povabil francoske pregnance v svojo deželo. Tedaj so dozorele tudi razmere za ponovno povezavo z nemškim cesarjem. Friderik Viljem mu je ponudil izdatno vojaško pomoč pri obrambi pred Turki. Leta 1686 so se v augsburški zvezi povezali vsi najpomembnejši nemški knezi za boj proti Franciji. Izteka teh načrtov Friderik Viljem ni doživel. Leta 1688 je umrl.

## Družina
Friderik Viljem iz rodu Hohenzollerjev je bil sin  Jurija Viljema, grofa Brandenburga in volilnega kneza, in Elizabete Charlotte, princese porenske palatinske grofije (von der Pfalz). Leta 1646 se je v Haagu poročil z Luiso Henrietto Oransko (*1627, †1667, hčerko Friderika Henrika Oranskega, upravitelja Republike Nizozemske, in grofice  Amalije Solms-Braunfels). Imela sta 6 otrok:
- Viljem Henrik (* 21. maj 1648; † 24. oktober 1649)
- Karel Emil, volilni princ (* 16. februar 1655; † 7. december 1674)
- Friderik III./I., volilni knez Brandenburga, kralj v Prusiji (* 11. julij 1657; † 25. februar 1713)
- Amalija (* 19. november 1664; † 1. februar 1665)
- Henrik (* 19. november 1664; † 26. november 1664)
- Ludvik (* 8. julij 1666; † 8. april 1687)

Friderik Viljem se je 1668 poročil drugič, z ovdovelo vojvodinjo Dorotheo von Braunschweig-Lüneburg. Z njo je imel 7 otrok:
- Filip Viljem, (* 19. maj 1669; † 19. december 1711)
- Marija Amalija (* 26. november 1670; † 17. november 1739)
- Albrecht Friderik, (* 24. januar 1672; † 21. junij 1731)
- Karel Filip (* 5. januar 1673; † 23. julij 1695)
- Elizabeta Zofija (* 5. april 1674; † 22. november 1748)
- Dorothea (* 6. junij 1675; † 11. september 1676)
- Christian Ludvik (* 24. maj 1677; † 3. september 1734)

Druga žena Dorothea je ostarelega moža nagovarjala, da bi brandenburško posest razdelil med njene sinove, kar je povzročilo več kot desetletni spor s princem in kasneje volilnim knezom Friderikom III.